# Ligne Gaya
 (signalé en août 2025).
Si vous disposez d'ouvrages ou d'articles de référence ou si vous connaissez des sites web de qualité traitant du thème abordé ici, merci de compléter l'article en donnant les références utiles à sa vérifiabilité et en les liant à la section « Notes et références ».
- Archive Wikiwix
- Bing
- Cairn
- DuckDuckGo
- E. Universalis
- Gallica
- Google
- G. Books
- G. News
- G. Scholar
- Persée
- Qwant
- (zh) Baidu
- (ru) Yandex
- (wd) trouver des œuvres sur Wikidata

La ligne Gaya est une ligne ferroviaire de la ville de Busan, en Corée du Sud, reliant Sasang sur la ligne Gyeongbu à Beom-il sur la ligne Donghae via Gaya, où elle se connecte également à la ligne Bujeon.

## Histoire
La ligne a été ouverte à l'origine le 10 juin 1944 sur un tronçon de 8,3 km par la Chosen Government Railway sous le nom de Busan Marshalling Yard Line entre Sasang et Busanjin. Après la fin de la guerre du Pacifique et la partition de la Corée, la ligne a été reprise par le Korean National Railroad, qui l'a renommée Gaya Line le 1er septembre 1955. Le 21 janvier 1968, le terminus de la ligne a été étendu de Busanjin à Beom-il. 
Du 2 décembre au 28 décembre 2002, le service de transport de voyageurs sur la ligne a été interrompu pour cause de travaux. Le but du chantier été l'électrification et le doublement des voies sur la ligne.

## Gare
| Distance cumulée | Distance en km | Nom de la gare | Nom de la gare Hangeul (Hanja) | Correspondance                           |
| ---------------- | -------------- | -------------- | ------------------------------ | ---------------------------------------- |
| 0,0              | 0,0            | Sasang         | 사상 (沙上)                    | Ligne Gyeongbu Ligne 2 du métro de Busan |
| 5.1              | 3.2            | Gaya           | 가야 (伽倻)                    | Ligne Bujeon Ligne 2 du métro de Busan   |
| 8.3              | 3.2            | Beomil         | 범일 (凡一)                    | Ligne Donghae Ligne 1 du métro de Busan  |